# Bariumselenat
Bariumselenat ist eine anorganische chemische Verbindung des Bariums aus der Gruppe der Selenate.

## Gewinnung und Darstellung
Bariumselenat kann durch Reaktion von Natriumselenat mit Bariumchlorid in einer wässrigen Lösung gewonnen werden.
{\displaystyle \mathrm {Na_{2}SeO_{4}+BaCl_{2}\longrightarrow BaSeO_{4}\downarrow +\ 2\ NaCl} }

## Eigenschaften
Bariumselenat ist ein weißer Feststoff, der schwer löslich in Wasser ist. Bei Erhitzung über 425 °C zersetzt sich die Verbindung. Mit Bariumdiselenat BaSe2O7 ist auch noch ein weiteres Bariumselenat bekannt. Er besitzt eine orthorhombische Kristallstruktur vom Baryttyp mit der Raumgruppe Pnma (Raumgruppen-Nr. 62) (a = 8,993 Å, b = 5,675 Å, c = 7,349 Å).

## Verwendung
Bariumselenat wurde als eine „slowrelease“-Selenquelle für Futterpflanzen für Weidetiere verwendet und sollte die Selenversorgung von Weidetieren sicherstellen. In der Schweiz und der EU ist die direkte Verwendung als Futterzusatz verboten. Durch Reduktion von Bariumselenat im Wasserstoffstrom kann Bariumselenid gewonnen werden.
{\displaystyle \mathrm {BaSeO_{4}+4\ H_{2}\longrightarrow BaSe+4\ H_{2}O} }